# Lithophyllum balmeri
Lithophyllum balmeri (Heydrich) Heydrich  é o nome botânico de uma espécie de algas vermelhas pluricelulares do gênero Lithophyllum, família Corallinaceae.
- São algas marinhas encontradas no Japão.

## Sinonímia
- Não apresenta sinônimos.